# Adenomera thomei
Espèce
Synonymes
- Leptodactylus thomei Almeida & Angulo, 2006

Statut de conservation UICN

 LC  : Préoccupation mineure
Adenomera thomei est une espèce d'amphibiens de la famille des Leptodactylidae.

## Répartition
Cette espèce est endémique du Brésil. Elle se rencontre du Sud de l'État d'Espírito Santo au Minas Gerais et au Sud de l'État de Bahia.

## Publication originale
- Almeida & Angulo, 2006 : A new species of Leptodactylus (Anura: Leptodactylidae) from the state of Espírito Santo, Brazil, with remarks on the systematics of associated populations. Zootaxa, no 1334, p. 1–25.